# Kefe nélküli egyenáramú motor
A kefe nélküli egyenáramú motor (BLDC) vagy elektronikus kommutációjú egyenáramú motor (ECDC) egy szinkron villanymotor, egyenáramú táplálással (DC), ami elektronikusan vezérelt kommutációs rendszerrel rendelkezik a kefés mechanikus kommutáció helyett. Az ilyen motorokban az áram és a nyomaték, a feszültség és a fordulatszám egyenesen arányos.
A hagyományos (kefés) egyenáramú motorban a kefék létesítenek mechanikai kapcsolatot a forgórészen lévő villamos érintkezőkkel (ezt hívják kommutátornak), így elektromos áramkört létrehozva az egyenfeszültségű forrás és az armatúra tekercselése között. Miközben az armatúra forog a tengelye körül, a mozdulatlan kefék kapcsolatba kerülnek a forgó kommutátor különböző részeivel. A kommutátor és kefe rendszer villamos kapcsolók sorozatát alkotják, mindegyik sorrendben kapcsol úgy, hogy az áram mindig az állórészhez (állandómágnes) legközelebb lévő armatúratekercsen folyik keresztül; biztosítva azt, hogy a mágneses kölcsönhatás (forgó mágneses mező) mindig a megfelelő tekercs(ek) illetve a mágnes és a forgórész tekercsei között alakuljon ki.
Egy BLDC motorban a tekercsek (elektromágnesek) nem mozognak; helyettük az állandómágnesek forognak és az armatúra marad nyugvó. A kefe-kommutátor rendszert felváltja egy elektronikus vezérlő. A vezérlő hasonlóan osztja el az áramot, mint az egyenáramú kefés motornál történik, de ez egy félvezetős áramkör a kefe-kommutátor rendszer helyett.

## Összehasonlítás az egyenáramú kefés motorral

A huzalok indukciója, a teljesítmény és a hőmérséklet-kezelés miatt kiegészítő áramkörre van szükség a digitális vezérlő, és a motor között.

A BLDC motorok számos előnnyel rendelkeznek a kefés egyenáramú motorokhoz képest, olyanokkal, mint a jobb hatékonyság és megbízhatóság, kisebb zaj, hosszabb élettartam (nincs kefe, ami elkopjon), nem keletkeznek szikrák a kommutátornál és kisebb az elektromágneses interferencia (EMI). Mivel a forgórészen nincs centrifugális erők hatásának kitett huzalozás, és mivel a tekercsek a motorházhoz vannak rögzítve, vagyis hővezetéssel tudják leadni a keletkezett hőt, így nincs szükség légáramra a motor belsejében hűtés céljából. Ez azt jelenti, hogy a motor belseje teljesen zárt lehet, így védve marad a szennyeződésektől. A BLDC motoroknál elérhető legnagyobb teljesítmény rendkívül magas, szinte kizárólag a melegedés korlátozza, ami a mágnesekben kárt tehet. A BLDC hátránya a magasabb költség, aminek két oka van. Az első az, hogy a BLDC motoroknak összetett elektronikus sebességvezérlőre van szükségük a működéshez. A kefés egyenáramú motorokat egész egyszerű vezérléssel lehet működtetni, ilyen például a reosztát. A második ok, hogy több hasznos alkalmazásra még nincs kifejlesztett megoldás a kereskedelmi szektorban. Például a távirányítós hobbisták által használt, kereskedelmi forgalomban kapható BLDC motorok kézzel tekercseltek, míg a kefés motorok armatúratekercseit olcsóbban, tekercselőgéppel csévélik. A működés elvéből következik, hogy az egyenáramú soros motor mintájára soros BLDC motor nem készíthető.
A BLDC motorok sokkal hatékonyabban alakítják át az elektromosságot mechanikai erővé, mint a kefés egyenáramú motorok. Ez főleg annak köszönhető, hogy a kefék hiánya miatt mentesek az elektromos és súrlódási veszteségektől. A nagyobb hatékonyság a terhelésmentes és kis terhelésű tartományokban érzékelhető leginkább. Nagy terhelésnél a BLDC motorok és a jó minőségű szénkefés egyenáramú motorok hasonló hatékonyságúak.

## A vezérlés fejlődése
Mivel a vezérlőnek kell irányítania a forgást, szüksége van a forgórész állására, valamint az állórész tekercseihez képesti helyzetére vonatkozó információra. Néhány kivitelnél Hall-jeladókat (ld. Hall-effektus) vagy forgás jeladót használnak, amivel közvetlenül lehet mérni a forgórész helyzetét. A Hall-elemeket gépkocsik gyújtóberendezéseinek vezérléséhez is felhasználják. Általában a gépkocsikban mint jeladót használják, többnyire fordulatszámmal összefüggő jelek előállítására. Jelerősítővel egybeépítve egy egységet képez mint „Hall-jeladó". Más esetekben a visszaható elektromotoros erőt mérik a használaton kívüli tekercsekben, hogy következtetni tudjanak a forgórész helyzetére, így nincs szükség külön Hall-jeladókra, ezeket gyakran érzékelő nélküli vezérlőknek hívják. Ahogy egy váltakozó áramú motornál, a használaton kívüli tekercseken mérhető feszültség szinuszos, de a kommutáció közben a kimenetek trapéz alakúak, a vezérlő egyenáramú kimenete miatt.
A vezérlő három darab kétirányú meghajtóval rendelkezik, amivel a nagy teljesítményigény kiszolgálható, és amit egy logikai áramkör vezérel. Az egyszerű vezérlőkben komparátorokat használnak, amivel meghatározzák a kimenetnek előnyös fázist, míg a fejlettebb vezérlőknél mikrovezérlőt alkalmaznak, amivel a gyorsulást, a vezérlés sebességét és hatékonyságot lehet javítani. Azok a vezérlők, amelyek a visszaható elektromotoros erő alapján érzékelik a forgórész helyzetét, több feladatot kell, hogy végrehajtsanak a mozgás elindításához, mivel ilyenkor még nincs visszaható elektromotoros erő, mely nem jön létre álló forgórész esetében. Ezt általában úgy valósítják meg, hogy a forgás tetszőleges fázison indul meg, és ha az nem megfelelő, akkor átugrik egy másik fázisra. Ez azt okozhatja, hogy motor rövid ideig visszafele forog, tovább bonyolítva az indítási folyamatot.

## Különböző kivitelek

A pólusok az állórészen egy kétfázisú BLDC motornál. Ez egy számítógép hűtőventilátorának a része; a forgórész el van távolítva.

Háromszög- és csillaghuzalozás. (Ezen az ábrán nem láthatók a BLDC motor induktív és generátorszerű tulajdonságai.)

A BLDC motorok különböző fizikai kivitelezésekben készülhetnek: A „hagyományos” belső forgórészű („inrunner”) kivitelnél az állandó mágnesek a forgó armatúrára vannak szerelve (rotor). Három állórész tekercs veszi körül a forgórészt. Az „outrunner” külső forgórészű kivitelnél fordított a sugárirányú kapcsolat a tekercsek és a mágnesek között; az állórész tekercsei alkotják a motor közepét (magját), míg az állandó mágnesek egy fölé lógó rotoron forognak, ami körülveszi a magot. Lapos típust használnak ott, ahol korlátozott a rendelkezésre álló hely, állórész és forgórész tányérokat használ egymással szembe fordítva. Az outrunner típusoknak általában több pólusa van, hármasával elrendezve, amivel biztosítják a tekercsek hármas csoportját, és alacsony fordulatszámon nagyobb lehet a forgatónyomaték. Az állórész tekercsei minden BLDC motornál rögzítettek.
Még két villamos kivitel létezik, ami a tekercsek huzalozásának egymással való összeköttetésében különbözik (nem a fizikai alakjukban vagy elhelyezkedésében). A háromszög kapcsolású kivitelnél a három tekercs egymáshoz van kapcsolva (sorosan), és minden csatlakozási ponton táplálva van. Ez a háromfázisú delta kapcsolás. A csillag kivitelnél minden tekercs egy középső közös pontba csatlakozik (párhuzamosan), és a táplálást minden tekercs szabad végén oldják meg. 
A háromszög kivitelű tekercselésnél alacsony a forgatónyomaték alacsony fordulatszámon, de magasabb lehet a legnagyobb fordulatszám. Csillag kivitelnél magas a forgatónyomaték alacsony fordulatszámon is, de nem olyan magas a legnagyobb fordulatszám. 
Bár a hatékonyságot nagyban befolyásolja a motor felépítése, a csillagkapcsolás általában nagyobb hatékonyságú. A háromszög huzalozásnál káros magas frekvenciás áramok folyhatnak végig a motoron. A csillagkapcsolás nem tartalmaz zárt hurkot, amiben káros áram folyhatna, így nem jelentkeznek ilyen veszteségek.
A vezérlő szempontjából a két kivitel kezelése egyforma, bár az olcsóbb vezérlők a csillagkapcsolás közös csatlakozási pontjáról olvassák a feszültséget.

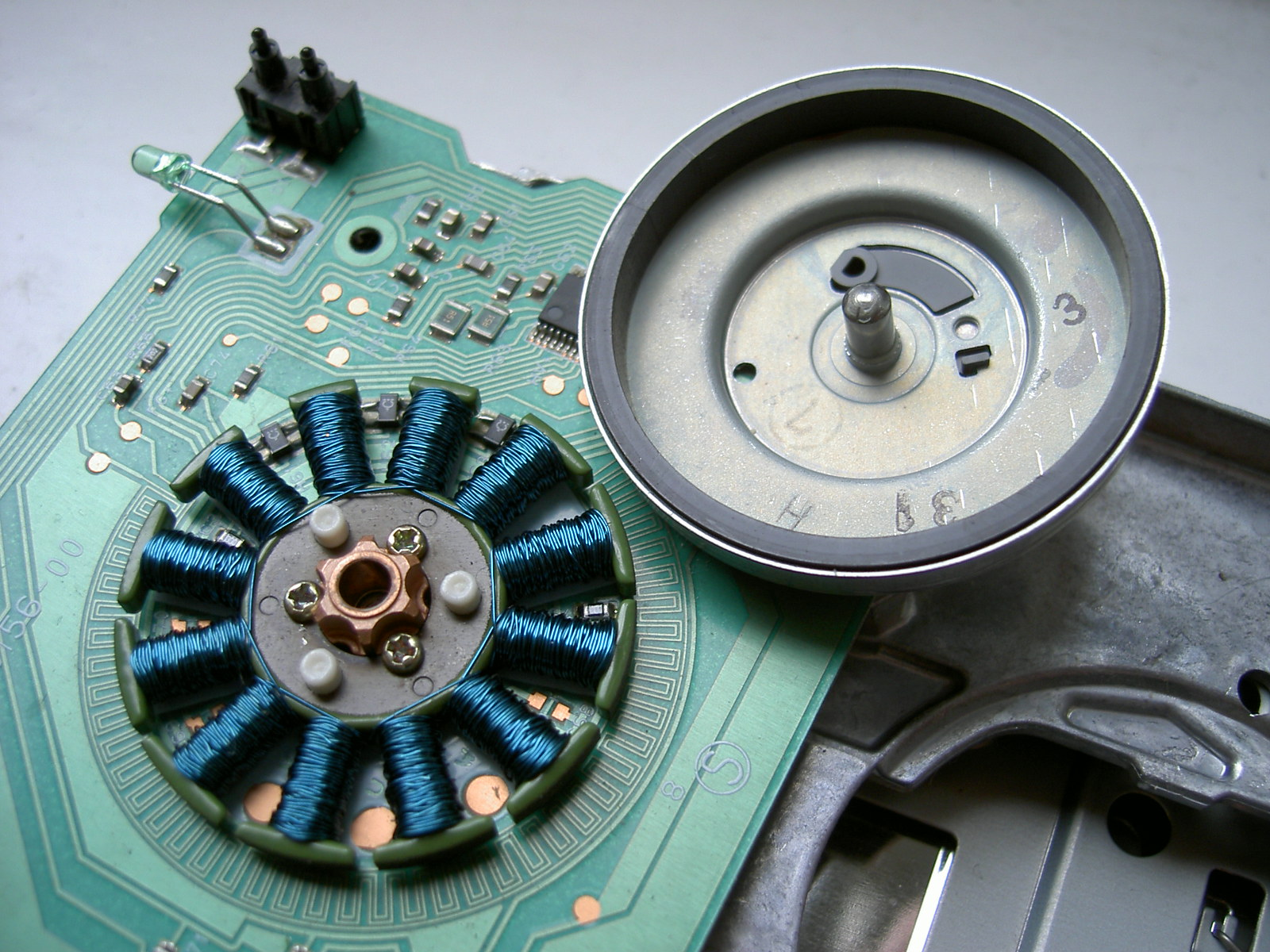
Lapos motor egy 3.5"-os floppy lemez meghajtóból.

## Felhasználás
A BLDC motorok minden olyan területen alkalmazhatók, ahol a kefés egyenáramú motorok. A magasabb költségek és a vezérlés összetettsége miatt BLDC motorok nem helyettesítik a kefés egyenáramú motorokat az általános felhasználási területeken. Mindazonáltal a BLDC motorok több területen uralkodóvá váltak: számítógépes merevlemezekben, CD/DVD lejátszóknál és PC-s hűtőventilátoroknál szinte kizárólag BLDC motorokat használnak. Kis sebességű, kis teljesítményű elektronikus kommutációjú egyenáramú motorokat használnak a közvetlen hajtású lemezjátszóknál is. Nagy teljesítményű BLDC motorok villamos járművekben találhatóak, és néhány ipari gépben. Ezek a motorok lényegében váltakozó áramú szinkronmotorok, állandó mágneses forgórésszel.
A villamos hibrid járművek, mint a Toyota Prius vagy a Honda autói, BLDC motorokat használnak, hogy kiegészítsék a belső égésű motort. Arra is használják, hogy beindítsák a motort, a hagyományos önindítós és behúzómágneses eljárás helyett.
A Segway Scooter és a Vectrix Maxi-Scooter is BLDC technológiát használ.
Számos elektromos kerékpár BLDC motort használ, amit gyakran a kerékagyba építenek, az állórészt szilárdan a tengelyhez rögzítve, a mágnesek együtt forognak a kerékkel. A kerékpár kerékagya maga a motor. Ez a fajta általános váltóval is fel van szerelve, pedálokkal, fogaskerekekkel és lánccal, így lehet tekerni a motor használatával vagy, ha szükséges, nélküle.
[forrás?]
Bizonyos  légkondicionáló rendszerek, főleg amelyek változó sebességűek és/vagy terhelésűek, elektronikus kommutációjú, kefe nélküli egyenáramú motort használnak. A BLDC-k jobb hatékonysága mellett a motorok beépített mikroprocesszora lehetővé teszi a programozhatóságot, a légáram jobb befolyásolhatóságát, és soros kommunikációt.

## Egyenáramú és váltakozóáramú tápegységek
- Egyenáramú motor: egyenáram az álló- és forgórészben
- Szinkron motor: egyenáram az egyikben, váltakozó áram a másikban (azaz a forgó- vagy állórészben)
- Indukciós motor: váltakozó áram az álló- és a forgórészben is

Bár a BLDC motorok gyakorlatilag azonosak az állandó mágnesű váltakozó áramú motorokkal, a vezérlő az amitől egyenárammal működnek. Míg a váltakozó áramú motorok szinuszos táplálást kapnak egyszerre minden tekercsen (egyenlő fázis elosztással), az egyenáramú vezérlők csak megközelítik ezt, a teljes pozitív vagy teljes negatív feszültség kapcsolásával, egyszerre két tekercsen. A legnagyobb előnye ennek az, hogy a vezérlő és az elemek/telepek is egyenáramúak, mint a számítógépek és a villanyautók.
A vektor meghajtók olyan egyenáramú vezérlők, amik egy külön lépésben váltakozó áramot alakítanak a motor számára. Az egyenáram-váltakozóáram átalakító áramkör drága, és kevésbé hatékony, de nagyon alacsony fordulatszámon is sima járásúak, és teljesen meg tudnak állni egy bizonyos állásban, még akkor is, ha az nem igazodik a pólusokhoz. Az ilyen motorokat gyakran váltakozó áramúnak tekintik.

## A sebességtényező (kv)
A kefe nélküli motorok sebességtényezője (kv) a motor üresjárati fordulatszámának a feszültségtől való függését adja meg, fordulat/percet jelent voltonként. Például egy kv = 5000 sebességtényezőjű motor 11,1 voltos táplálással 55 500 fordulat/perc névleges fordulatszámmal forog. Lenz törvénye szerint a forgó motor a forgási sebességgel arányos visszaható elektromotoros erőt hoz létre; a motor addig gyorsul, amíg ez egyenlővé nem válik a tápfeszültséggel, ekkor egyensúlyi állapot jön létre.

## Modellrepülők
A BLDC motorok (gyakran egyszerűen csak kefe nélküli (BL) motorok) a legnépszerűbbek a modell repülő iparban. A kiemelkedő teljesítmény/tömeg aránynak és a széles méretválasztéknak - ami 5 grammtól több ezer grammig terjed - köszönhetően forradalmasították a távirányítós gépek piacát. 
Bevezetésükkel megváltoztak a teljesítmények az elektromos repülőgépmodelleknél, kiváltva a legtöbb kefés és belső égésű motort. A korszerű akkumulátorok jó teljesítmény-tömeg aránya és a kefe nélküli motorok lehetővé teszik a függőleges emelkedést is, a fokozatos emelkedés helyett.

## Külső hivatkozások
- How Motors Work (brushed and brushless RC airplane motors)